# 10340 Джостьян
10340 Джостьян (10340 Jostjahn) — астероїд головного поясу, відкритий 10 вересня 1991 року.
Тіссеранів параметр щодо Юпітера — 3,291.